# Kavkaz, Pereiaslav-Hmelnițki
Kavkaz (în ucraineană Кавказ) este un sat în comuna Stovpeahî din raionul Pereiaslav-Hmelnițki, regiunea Kiev, Ucraina.

## Demografie
Componența lingvistică a localității Kavkaz
     Ucraineană (99,01%)
     Alte limbi (0,74%)
Conform recensământului din 2001, majoritatea populației localității Kavkaz era vorbitoare de ucraineană (99,01%), existând în minoritate și vorbitori de alte limbi.